# 陈宇剑
陈宇剑（1972年11月—），山东郯城人，汉族，中国共产党党员。中华人民共和国政治人物。现任上海市人民政府党组成员、副市长。

## 生平
曾任上海松江区区长、闵行区区长、闵行区委书记。他也是中国共产党第二十次全国代表大会代表。